# Divendres Sant de la Selva del Camp
El Divendres Sant de la Selva del Camp comprèn les processons del Divendres Sant del matí, mig matí i el vespre i s'inclou entre les activitats d'origen religiós que es duen a terme durant la Setmana Santa a La Selva del Camp. És una de les activitats que formen part del Catàleg del Patrimoni Festiu de Catalunya.

## Història
Segons les Ordinacions del 1793 de la Confraria de la Sang (hereva de l'anterior Confraria del Nom de Jesús) eren tres les processons acostumades de Setmana Santa a la Selva del Camp: la del Dijous Sant al vespre, el Via Crucis del Divendres Sant al matí i la del Divendres Sant al Vespre. Posteriorment s'introduí la processó del Divendres Sant a mig matí, que era la continuació del Via Crucis al Calvari, i el Via Crucis del Diumenge de Rams, que han mantingut una llarga tradició a la Selva del Camp.

## Activitats
Des de les 5’30h, el trompeter i el timbaler de la Confraria avisen pels carrers del poble de l'arribada del Divendres Sant i a les 7h comença el Via Crucis al Calvari. Al Via Crucis hi participen, per ordre de sortida, els gonfanons, els armats amb l'estandard (abillats a l'estil de la soldadesca romana), la bandera gran de la confraria amb el banderer i cordonistes, les vestes portant els trofeus o improperis, el penó de la confraria, les Samaritanes i la Verònica, els apòstols, el penitent amb la creu, els penitents descalços, el mossèn i acompanyants, les persones que llegeixen les estacions, les tres Maries, el Sant Crist portat pels Cristers, i la Vint-i-quatrena amb ciris, els dos Procuradors, seguidament els homes i tanquen la processó les dones.
El Via Crucis surt de l'església parroquial, va directament al Raval de Sant Pau i d'allí al tossal del Calvari (un petit turó on hi ha una capelleta amb tres creus), tot creuant la riera, i torna pel mateix camí. Al llarg del recorregut hi ha les 14 creus de les estacions i és on es fan les lectures corresponents. La durada total és de dues hores llargues, en un recorregut aproximat d'uns dos quilòmetres i mig. Dalt al Calvari el mossèn fa un breu sermó. Els cantors i els músics, en pujar al Calvari entonen a cada estació el “Jesu” una peça selvatana a quatre veus mixtes, i en baixar “El Miserere”. A la tornada, a tocar de la finca de la Parellada, just a l'entrada del Raval de Sant Pau, té lloc l'encontre entre les imatges del Sant Crist i el Pas de la Soledat, és per alguns el moment més emblemàtic del dia, on nens canten el Stabat Mater acompanyats del so de dues flautes i un fiscorn.
A les 11h té lloc la processó del matí o Processó de l'Agonia, que de més antic era una continuació del Via Crucis, en la que tenen molt protagonisme els infants que hi van des de molt petits. A banda de tots els elements que han format part del Via Crucis, surten també el Pas de la Flagel·lació, el Pas del Natzaré, el Pas del Davallament de la Creu. Acompanyant cada pas hi va el penó corresponent i també grups de músics i cantors.
La processó del Sant Enterrament de la nit és la més solemne. Surt de l'església parroquial a les 22 h. A més dels elements que integren les processons anteriors, surt la Vera Creu, el Pas del Sant Sepulcre acompanyat pels Cavallers del Sant Sepulcre, les autoritats locals i el Ball de la Mort (una recreació d'un antic ball que des del 2002 s'introduí a la processó).